# John Jellicoe
John Rushworth Jellicoe, 1. grof Jellicoe, britanski admiral, * 5. december 1859, † 20. december 1935.

## Zgodnja kariera
Rodil se je v Southamptonu v mornarski družini. Mornarici se je pridružil leta 1872 kot kadet, njegova prva aktivna služba pa je bila med Egipčansko vojno, (1882). Leta 1888 so ga napotili na Admiraliteto. Bil je inteligenten in predan častnik. Bil je zelo priljubljen in skrben do svoje posadke, predvsem pa je skrbel za njeno dobro počutje in moralo. Leta 1891 je napredoval v poveljnika in postal izvršni častnik (drugi največji položaj) HMS Victorie, ki pa je bila pomotoma potopljena na Mediteranu leta 1893. Jellicoe je imel število uspešnosti v 1890. letih in eno izmed teh je bilo napredovanje v kapitana, 1897. Leta 1900 je postal član osebja v katerem so skrbeli za zemljišče okoli Pekinga med Boksarsko vstajo. Pokazal je velik pogum in hkrati bil hudo ranjen.

## Upravitelj mornariškega topništva
Pod poveljstvom admirala Fisherja je Jellicoe opravljal delo upravitelja mornariškega topništva (1905–1907), potem pa še upravitelja mornarice (1908–1910). Med drugim mandatom za upravitelja topništva je leta 1907 napredoval v kontraadmirala. Zelo je podpiral modernizacijo britanske mornarice in hkrati gradnjo novih bojnih ladij in podmornic. Za svoj poklic je bil zelo pameten, veliko bolj kot večina njegovih sodobnikov takrat, zlasti pa je cenil močne elemente Nemške mornarice.
Podprl je Dreyerjeve izboljšave v artilerijskem sistemu in posnel njegovo »strelno kontrolno mizo« (obliko mehaničnega računalnika za računanje strelnih položajev za bojne ladje).
V pismu namenjenem admiralu Fisherju, 4. decembra 1911, je admiral Francis Bridgeman podal ostroumno poročilo Jellicoe-jevih najbolj resnih napak, ki pa jih je opazil prepozno, ker je ravno v tistem času Jellicoe že napredoval v viceadmirala:
"Odhajam! Avtomatično postane glavni za 2. divizijo, in res prelepa priložnost zanj! Nima izkušenj delanja s floto na veliki lestvici in je zelo zaskrbljen z delom...včasih kar malo preveč. Naučiti se še mora delati s svojimi častniki in osebjem, s sabo pa najmanj! Trenutno se postavlja v položaj veličastnega artilerijskega častnika. To se ne bo več naredilo, ko bo dobil veliko floto. Zaupati mora svojem osebju in častnikom, in če ne ustrezajo jih mora odstraniti! Prepričan sem, da se boste strinjali z mano glede tega in želim si, če boste dobili priložnost, da bi mu spustili namig. Od vas bi ga vzel, od mene pa ne."

## Prva svetovna vojna
Leta 1911 je postal namestnik Georga Callaghana, poveljnika britanske flote. Na začetku prve svetovne vojne, 4. avgusta 1914 je Callaghana, Winston Churchill, prvi lord admiralitete prezgodaj umaknil iz položaja. Viceadmiral Jellicoe je napredoval v admirala in dano mu je bilo poveljstvo Velike flote, čeprav je bil zgrožen zaradi zdravljenja svojega predhodnika. Churchill je Jellicoeja pozneje opisal kot »edinega človeka na obeh straneh, ki bi vojni izgubil do popoldneva«.
Jellicoe je bil takratni poveljnik Britanske velike flote v bitki pri Jutlandiji, največji bitki med veliko oklepnimi bojnimi ladjami kdajkoli. Njegovo ravnanje s floto med bitko ostaja sporno saj nekateri zgodovinarji očitajo poveljniku bojnih križark, admiralu Davidu Beattyju in drugim za kritiziranje Jellicoeja. Toda Jellicoe zagotovo ni storil nobenih napak med bitko, kajti na podlagi poročil obveščevalcev je pravilno razporedil Veliko floto z zasukom k pristanišču. Po izgubi težkega obstreljevanja se je obrnil za 180 stopinj in se izognil bitki. Nekateri kritiki trdijo, da ni hotel izzvati nemške flote zaradi tega, ker je podcenil nevarnost napada sovražnika z rušilci. V tistem času je bila javnost zelo razočarana, ker kraljeva mornarica ni dosegla zmage, medtem ko je izguba ladij in mož nemški floti dala vtis zmage. Britanska flota je ostala v strateškem položaju na morju, medtem ko je bila nemška flota skoraj v celoti omejena na pristanišča. Na Jutlandiji je bil njegov kapitan na admiralski ladji HMS Iron Duke, Frederick Charles Dreyer.
Admiral Jellicoe je bil imenovan prvega lorda morja, novembra 1916. Poveljstvo Velike flote je zamenjal z admiralom Beatty-jem. V svojem mandatu leta 1917 je videl Britanijo v nevarnosti stradanja zaradi neomejenih napadov nemških podmornic. Na božični večer 1917 je bil admiral Jellicoe nenadoma zavržen od položaja prvega lorda morja z novim prvim lordom admiralitete, Ericom Campbellom Geddesom, ki pa je uspel s pomočjo admirala Rosslyna Wemyssa, ki je bil prisoten kot predstavnik Britanije, ko so Nemci podpisovali premirje z generalisimusom maršalom Fochem, novembra 1918.

## Povojni časi in smrt
Jellicoe je leta 1918 postal vikont in hkrati napredoval v admirala flote, aprila 1919 skupaj z Davidom Beatty-jem. Admiral flote, vikont Jellicoe je služil kot generalni guverner Nove Zelandije od septembra 1920 do novembra 1924. Po vrnitvi v Anglijo leta 1925, je postal grof. Umrl je novembra 1935, njegovo posestvo pa je bilo poverjeno od oporoke do vrednosti 13,370 funt šterlinga. V grofiji ga je nasledil njegov sin George Jellicoe, nato znan kot vikont Brocas.
Jellicoe je bil sporen tip človeka. Po vojni in v britanskih mornariških krogih z osebami, ki so trdili da so bili njegova podpora, njemu ali Beatty-ju. Del njegovega problema je bila nepripravljenost, da sodeluje v političnem manevru, ki je bilo potrebno na takšnem mestu.